# Thomas Pinto
Thomas Pinto   (1728 - 1783) va ser un violinista britànic, que va dirigir orquestres notables del Londres del seu temps.
El pare de Pinto, Guglielmo Pinto, va deixar una posició d'alt rang a Nàpols per raons polítiques i es va establir a Anglaterra; es va casar, i ell i la seva esposa Maria van tenir tres fills, dels quals Thomas va ser batejat a Londres el 2 de febrer de 1728.
D'infant, Thomas Pinto va tocar bé el violí i als 11 anys va poder tocar els concerts d'Corelli; va dirigir importants concerts abans de les vint. Va ser capaç de tocar música a la vista tan bé que va descuidar la pràctica. Es va tornar més ambiciós quan va quedar impressionat per l'èxit de Felice Giardini, un violinista italià que va arribar a Anglaterra el 1750 i va dirigir l'orquestra de l'òpera italiana a Londres. Pinto es va convertir en director quan Giardini no estava disponible. Va ser per un període director de l'orquestra del teatre Drury Lane i als Jardins Vauxhall.
En 1769 es va convertir en propietari conjunt, amb el senyor Troughton, dels jardins de Marylebone, i va dirigir l'orquestra allí. A causa d'un estiu humit, l'empresa va fracassar, i Pinto es va traslladar a Escòcia; el 1773 es va traslladar a Dublín on va dirigir l'orquestra del Smock Alley Theater. Va morir a Edimburg el 1783

## Família
El 1745 es va casar amb Sybilla Gronemann, una cantant alemanya; Van tenir diversos fills, entre ells Julia, la mare del compositor i pianista George Pinto. Després de la mort de la seva primera esposa Pinto es va casar en 1766 amb la cantant Charlotte Brent, i van tenir set fills. Fou alumna alumna i amant del compositor Thomas Arne, i va ser intèrpret als Jardins Vauxhall.